# Ріпиця багаторічна
Ріпиця багаторічна, ріпниця багаторічна (Rapistrum perenne) — вид рослин з родини капустяних (Brassicaceae); поширений у Європі.

## Опис
Багаторічна чи дворічна рослина 30–80 см. Корінь потовщений. Стебла численні, розкидисто-гіллясті, внизу разом з листками жорстко-волосисті. Нижні листки нерівномірно перистороздільні, з черешками. Стручечки 5–7 мм довжиною. 

## Поширення
Поширений у Європі.
В Україні вид зростає на полях, біля доріг — на півдні Лісостепу і Степу, крім Криму; рослина занесена по залізницях у північні райони (Київ, Харків) і Закарпатську обл. (Міжгірський р-н, смт Міжгір'я).

## Галерея

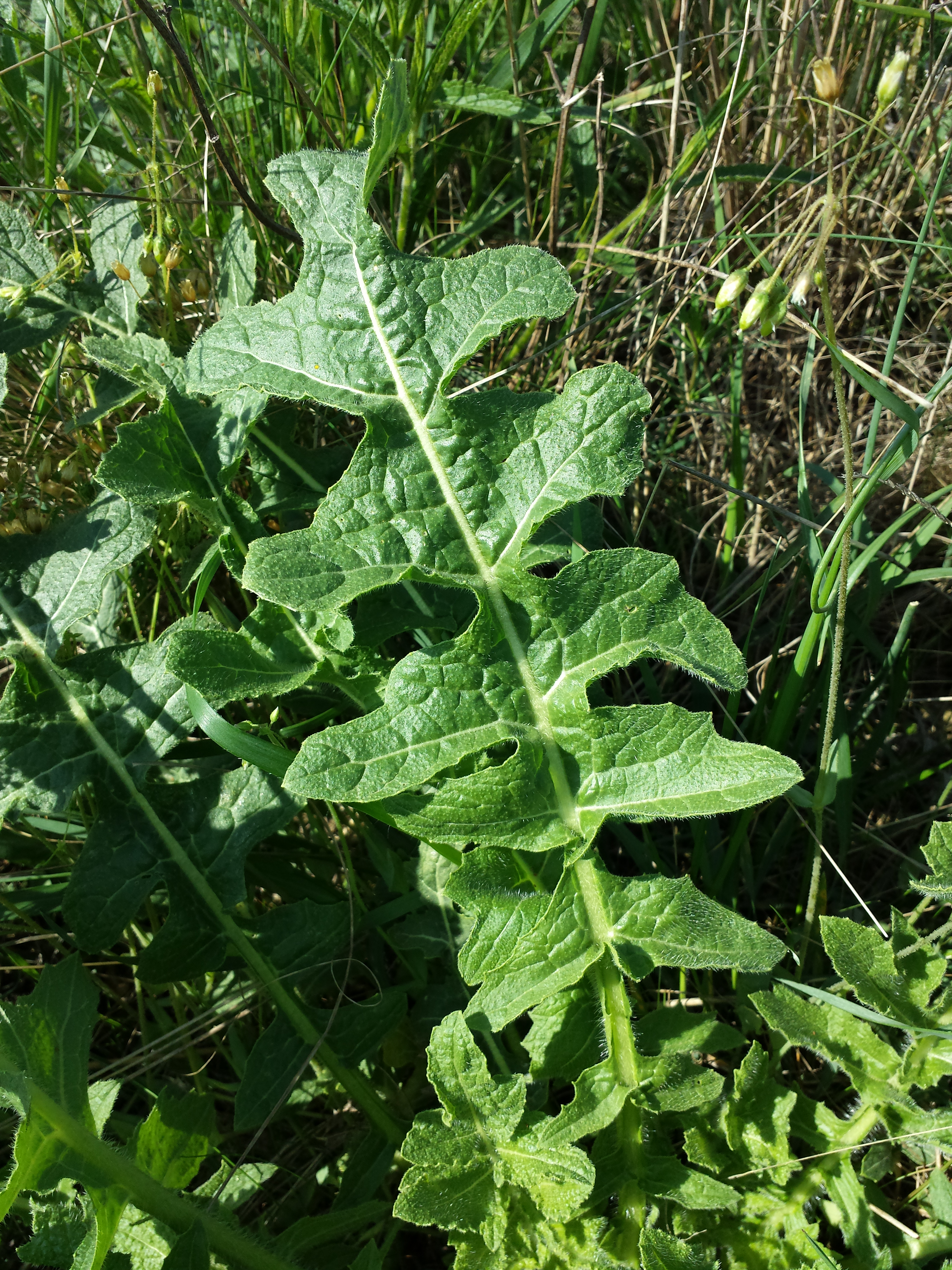
приземний листок
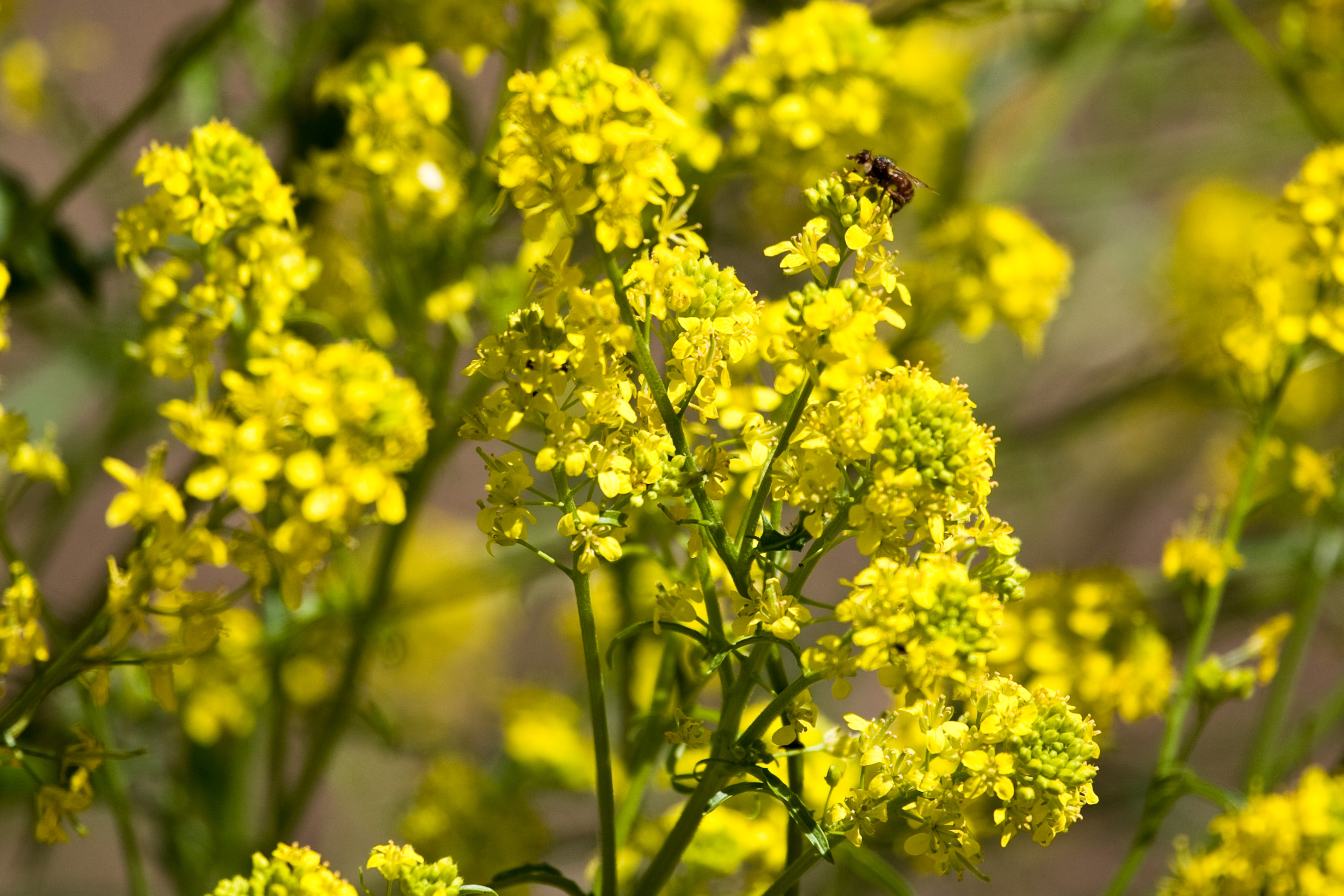
квіти
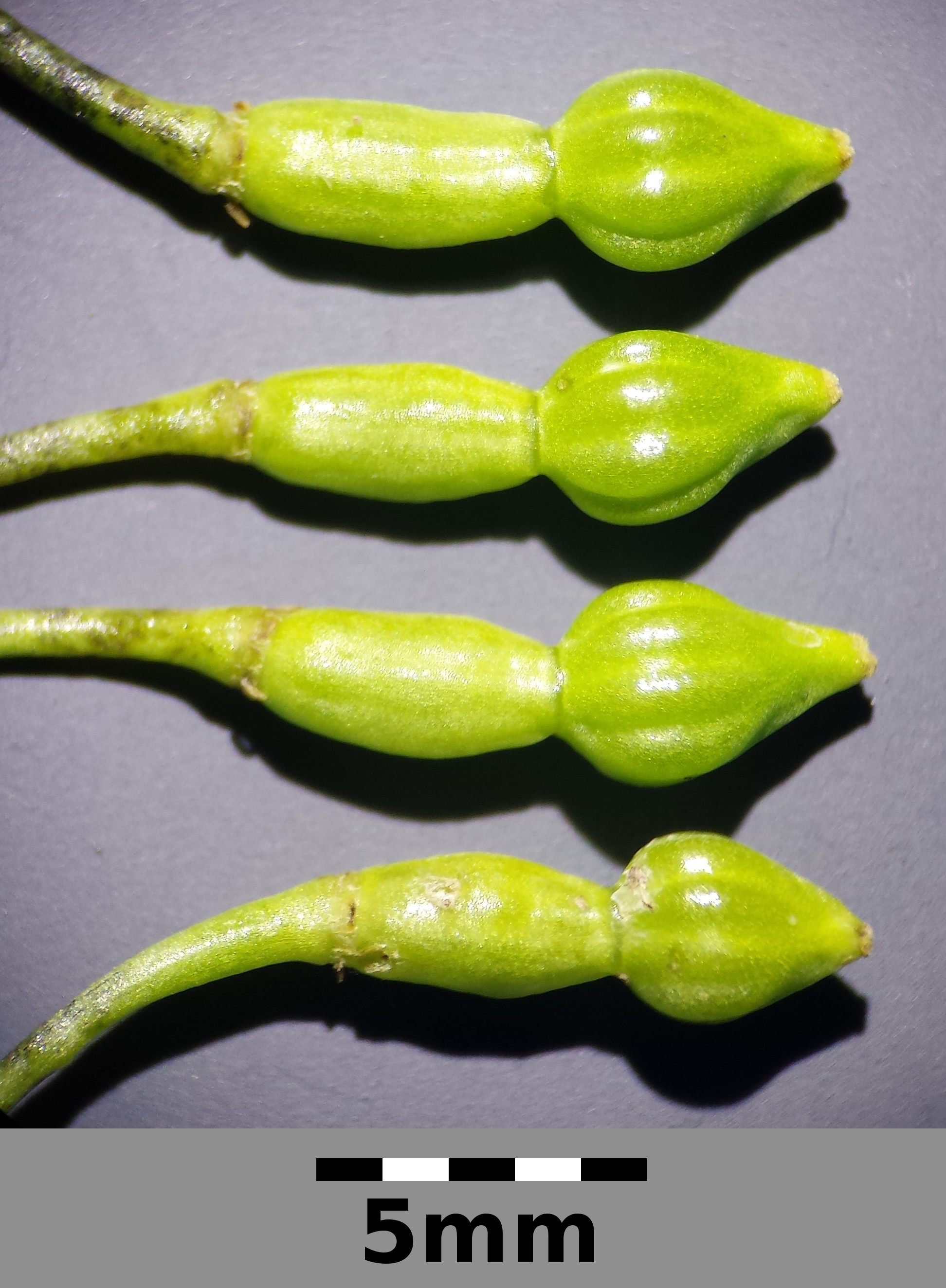
плоди
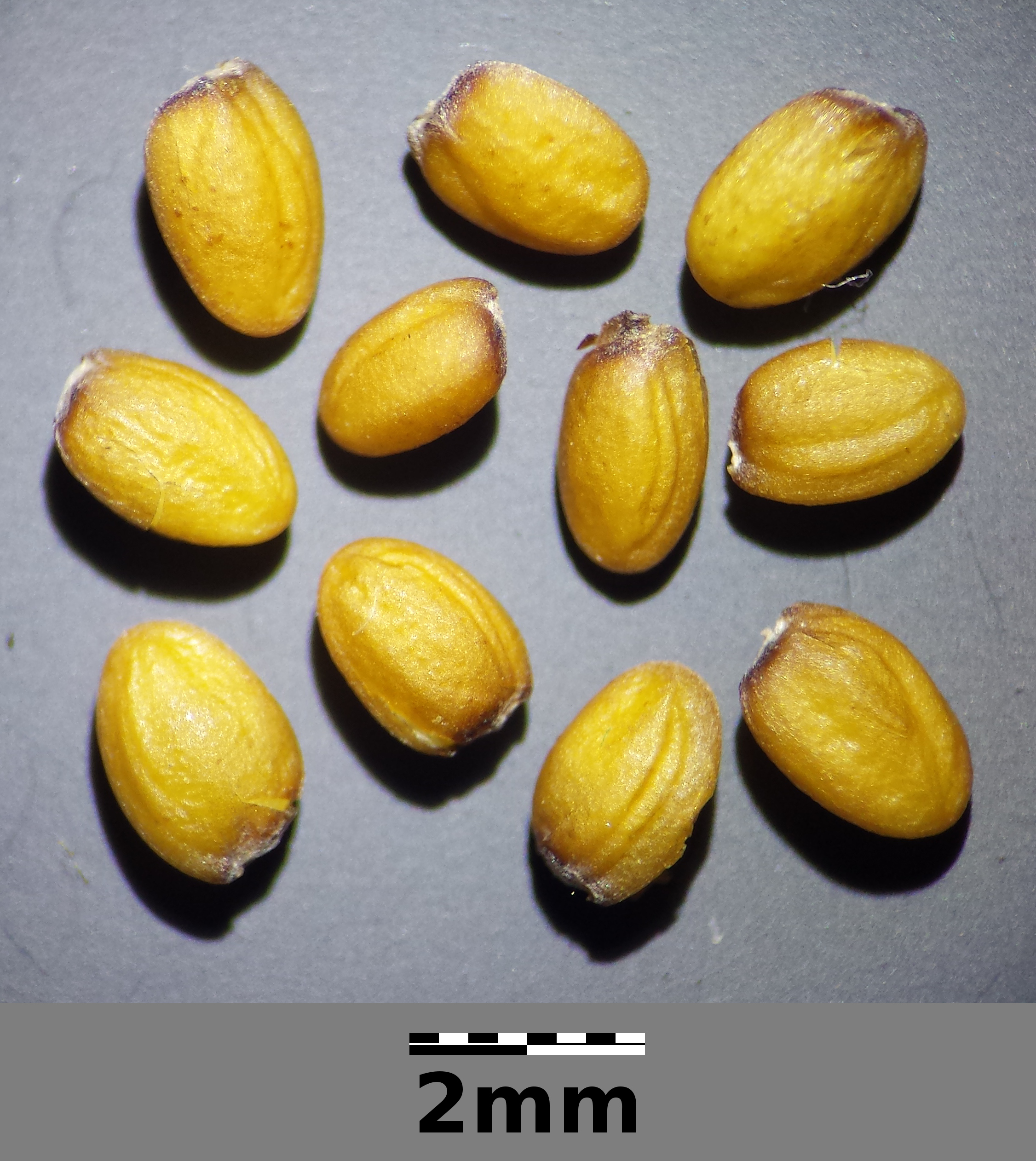
насіння
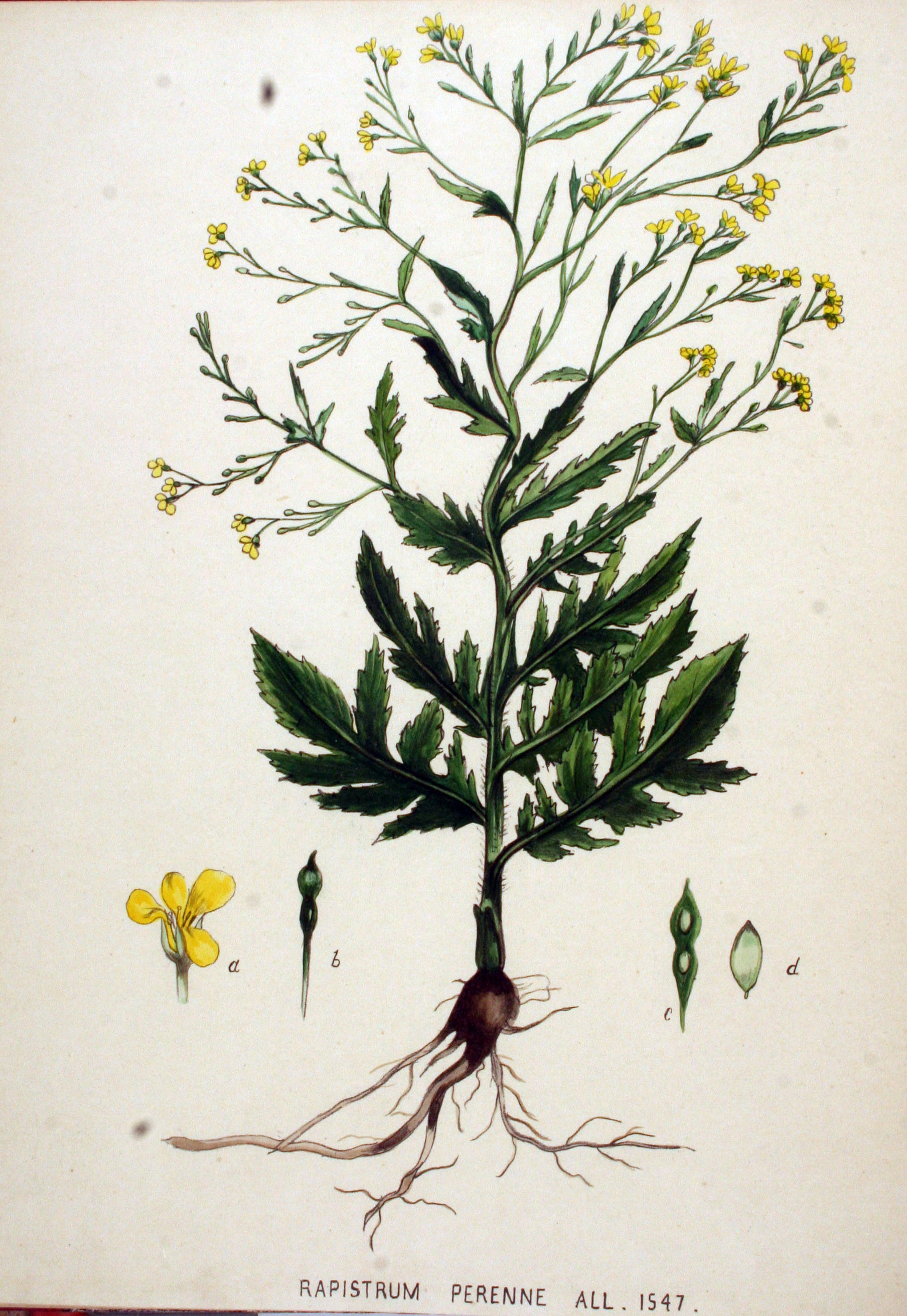
ілюстрація